# Rudolf Ryba
Rudolf Ryba vel Schmidt, ps. „Rudek”, „Kulawy”, „Korczak”, „Korczyński” (ur. 5 lipca 1913 w Grossłórz, zm. 1942) – porucznik piechoty Wojska Polskiego, komendant Obwodu Sanok ZWZ od kwietnia 1940 do 29 stycznia 1942.

## Życiorys
Urodził się 5 lipca 1913 w miejscowości Grossłórz w Niemczech. 9 czerwca 1931 zdał egzamin dojrzałości w Państwowym Gimnazjum im. Króla Władysława Jagiełły w Drohobyczu. W 1934 ukończył kształcenie w Szkole Podchorążych Piechoty w Komorowie. 4 sierpnia 1934 Prezydent RP Ignacy Mościcki mianował go podporucznikiem ze starszeństwem z 15 sierpnia 1934 i 53. lokatą w korpusie oficerów piechoty, a minister spraw wojskowych wcielił do 74 Pułku Piechoty w Lublińcu. Na stopień porucznika został mianowany ze starszeństwem z 19 marca 1938 i 76. lokatą w korpusie oficerów piechoty.
Po wybuchu II wojny światowej w szeregach 74 p.p. walczył w kampanii wrześniowej 1939. Brał czynny udział w konspiracji SZP/ZWZ na terenie Krakowa. W styczniu 1940 przez Komendę Okręgu ZWZ w Krakowie został skierowany na Podkarpacie, gdzie objął funkcję zastępcy komendanta Inspektoratu Jasło ZWZ. Działając energicznie z polecenia inspektora por. rez. łącz. Stanisława Pieńkowskiego, organizował struktury organizacyjne ZWZ na terenie powiatu Brzozów. W końcu kwietnia 1940 mianowany został komendantem Obwodu ZWZ Sanok. Jednocześnie rozbudowywał ZWZ na terenie Brzozowa, gdzie z jego rekomendacji inspektor powierzył funkcję komendanta Obwodu ZWZ Brzozów kapitanowi Ignacemu Wanicowi ps. „Jaksa”. W Sanoku pod nazwiskiem konspiracyjnym Rudolf Schmidt pracował jako urzędnik w miejscowym Arbeitsamcie (Urząd Pracy). W okresie dowodzenia obwodem sanockim ZWZ organizował sztab obwodu oraz siatkę placówek terenowych. Inicjował organizowanie na terenie placówek plutonów szkieletowych ZWZ. Współpracował z siatką przerzutową kierowaną przez J. Rybickiego. Pomagał w uzyskaniu dla osób przerzucanych kwater oraz pomocy materialnej. W 1940 nawiązał kontakt z majorem Władysław Owocem z NOW i prowadził z nim rozmowy dotyczące scalenia NOW z ZWZ, ale bez rezultatu. Organizował też pracę wywiadowczą na podległym terenie.
W styczniu 1942 doszło na terenie inspektoratu do zdrady i masowych aresztowań. Aresztowany przez gestapo 10 marca 1942 lub 29 stycznia 1942. Po ciężkim śledztwie w siedzibie sanockiego gestapo został wywieziony do obozu Auschwitz-Birkenau, gdzie został zamordowany w 1942?.